# 硫化镧
硫化镧是一种无机化合物，化学式为La2S3。

## 制备
硫化镧可由硫化氢气体和氧化镧或氯化镧反应得到：
3 H2S + 2 LaCl3 → La2S3 + 6 HCl
也可由硫和镧按化学计量比反应得到。